# Nigeriaanse parlementsverkiezingen 2003
De Nigeriaanse parlementsverkiezingen van 2003 vonden op 12 april plaats en werden gewonnen door de regerende Peoples Democratic Party (PDP). De opkomst lag rond de 50%.
De presidentsverkiezingen van 2003 vonden op 19 april plaats.

## Huis van Afgevaardigden
| Partij    | Partij                          | Zetels | %     |
| --------- | ------------------------------- | ------ | ----- |
|           | People's Democratic Party       | 223    | 54,49 |
|           | All Nigeria Peoples Party       | 96     | 27,44 |
|           | Alliance for Democracy          | 34     | 9,28  |
|           | United Nigeria People's Party   | 2      | 2,75  |
|           | National Democratic Party       | 1      | 1,92  |
|           | All Progressives Grand Alliance | 2      | 1,36  |
|           | People's Redemption Party       | 1      | 0,33  |
|           | Overige partijen                | 0      | 2,44  |
|           | Vacant                          | 1      | -     |
| Totaal    | Totaal                          | 360    |       |
| Bron: AED |                                 |        |       |

## Senaat
| Partij    | Partij                          | Zetels | %     |
| --------- | ------------------------------- | ------ | ----- |
|           | People's Democratic Party       | 76     | 53,69 |
|           | All Nigeria Peoples Party       | 27     | 27,87 |
|           | Alliance for Democracy          | 6      | 9,74  |
|           | United Nigeria People's Party   | 0      | 2,72  |
|           | National Democratic Party       | 0      | 1,58  |
|           | All Progressives Grand Alliance | 0      | 1,48  |
|           | People's Redemption Party       | 0      | 0,71  |
|           | Overige partijen                | 0      | 2,21  |
| Totaal    | Totaal                          | 109    |       |
| Bron: AED |                                 |        |       |